# Sheina Marshall
Pour les articles homonymes, voir Marshall.
Sheina Macalister Marshall (20 avril 1896 - 7 avril 1977) est une biologiste marine écossaise qui a consacré sa vie à l'étude du plancton végétal et animal. Elle fait autorité sur le sujet des copépodes du genre Calanus, de petits crustacés. Elle travaille à la station biologique marine de Millport, située sur l'île de Great Cumbrae, en Écosse, de 1922 à 1964,,,.

## Jeunesse et formation
Sheina Marshall naît le 20 avril 1896 à Rothesay, en Écosse, seconde des trois filles de Jean Colville (née Binnie, en 1861/2) et du Dr John Nairn Marshall (né en 1860), de Mount Stuart House. Le père de Sheina, médecin généraliste, s'intéresse à l'histoire naturelle et encourage l'intérêt de ses filles pour le sujet.
Sheina Marshall est éduquée par des gouvernantes, avant de fréquenter l'école St Margaret (St Margaret's School) à Polmont et l'établissement d'enseignement secondaire de Rothesay (Rothesay Academy), situé sur l'île de Bute. En 1914, elle entre à l'université de Glasgow afin d'y préparer un Bachelor of Science en zoologie, botanique et physiologie. Après une interruption de ses études du fait de la Première Guerre mondiale, elle obtient son diplôme avec les honneurs en 1919. Titulaire d'une bourse Carnegie à l'université de 1920 à 1922, elle travaille avec le professeur de zoologie John Graham Kerr.  

## Carrière
En 1922, elle est recrutée par la station biologique marine de Millport (île de Cumbrae), où elle travaillera toute sa vie. En 1928-29, elle voyage avec Frederick Stratten Russell et JS Colman sur la Grande Barrière de Corail, dans le cadre d'une expédition dirigée par Maurice Yonge.
Sheina Marshall étudie la chaîne alimentaire marine, en particulier les copépodes. Elle y consacre sa vie professionnelle. Elle collabore près de 40 ans avec le chimiste Andrew Picken Orr. Ensemble, ils étudient le plancton et le phytoplancton de la rivière Clyde et du Loch Striven. Ils cosignent plusieurs livres et de nombreux articles. 
En 1934, Sheina Marshall obtient un doctorat ès sciences à l'université de Glasgow.
Dans les années 1940, elle étudie les algues marines en Grande-Bretagne, comme source d'agar-agar, et examine l'effet des engrais sur la productivité marine au Loch Craiglin. 
Elle prend sa retraite de directrice adjointe de la station de Millport en 1964 mais en reste membre honoraire
Elle fréquente l'Institut d'océanographie Scripps, en Californie, en 1970-71 et visite la station marine de Villefranche-sur-Mer, en France, en 1974. En 1987, elle publie une histoire de la station marine de Millport.
Elle meurt d'une crise cardiaque à Millport le 7 avril 1977. 

## Reconnaissance
En 1949, avec Ethel Dobbie Currie, elle fait partie des premières femmes élues membres de la Royal Society of Edinburgh. Elle est parrainée par Sir John Graham Kerr, James Ritchie, Sir Maurice Yonge, Charles Wynford Parsons et Andrew Orr. En 1963, elle est également élue membre de la Royal Society of London. 
Elle reçoit l'ordre de l'Empire britannique en 1966, le prix Neill en 1971 et un diplôme honorifique de l'université d'Uppsala, en Suède en 1977. 

## Publications
Marshall a écrit plus de 60 articles scientifiques, dont
- The Food of Calanus finmarchicus during 1923, Journal of the Marine Biological Association of the UK, vol. 12 (1924), 473-79.
- On the Biology of Calanus finmarchicus. VIII., 1955 (avec Andrew Picken Orr)
- The Biology of a Marine Copepod, 1955 (avec Andrew Picken Orr)
- Respiration and Feeding in Copepods, Advances in Marine Biology, 1973
- An account of the Marine Station at Millport, 1987